# Decophthalmus
Decophthalmus är ett släkte av skalbaggar. Decophthalmus ingår i familjen vivlar.
Kladogram enligt Catalogue of Life:
| Decophthalmus | \| \| Decophthalmus albiventris \| \| \| \| \| \| Decophthalmus venustulus \| \| \| \| \| \| Decophthalmus venustus \| \| \| \| |
|               | \| \| Decophthalmus albiventris \| \| \| \| \| \| Decophthalmus venustulus \| \| \| \| \| \| Decophthalmus venustus \| \| \| \| |
|               | Decophthalmus albiventris |
|               | |
|               | Decophthalmus venustulus |
|               | |
|               | Decophthalmus venustus |
|               | |